# Gerichtsbezirk Egg
Der Gerichtsbezirk Egg (slowenisch: sodni okraj Brdo) war ein dem Bezirksgericht Egg unterstehender Gerichtsbezirk im Kronland Krain. Er umfasste Teile des politischen Bezirk Stein (Kamnik) und wurde 1919 dem Staat Jugoslawien zugeschlagen. Der Gerichtsbezirk Egg umfasste 1910 die viertgrößte Einwohnerzahl und die neuntgrößte Fläche aller Gerichtsbezirke der Krain auf.

## Geschichte
Der Gerichtsbezirk Egg entstand infolge eines Ministervortrags vom 6. August 1849, in dem die Grundzüge der Gerichtseinteilung festgelegt wurden. Nachdem im Dezember 1849 die Gebietseinteilung der Gerichtsbezirke sowie die Zuweisung der Gerichtsbezirke zu den neu errichteten Bezirkshauptmannschaften durch die „politische Organisierungs-Commission“ festgelegt worden war, nahmen die Bezirksgerichte der Krain per 1. Juni 1850 ihre Tätigkeit auf. Dem Bezirksgericht Egg wurden durch die Landeseinteilung der Krain im März 1850 die 53 Katastralgemeinden Beč (Watsch), Beričevo (Förtschach), Blagovica (Glogowitz), Brezovca (Bresovitz), Čelje (Tschele), Čemšenik (Tschemschenik), Češnice (Kerstetten), Dob (Aich), Dolenji (Untersemon), Dolsko (Dousku), Dolsko (Lustthal), Gorenji Semen (Obersemon), Goropeč (St. Niklas), Hrastnik (Hrastnik), Ihan (Jauchen), Jablanica (Jablanitz), Janeževo Berdo (Janeschouberdo), Jasen (Jassen), Jurešče (Jurschitsch), Kertina (Kertina), Kilovče (Kühlenberg), Kleče (Kletsche), Koreno (Koreno), Koritnica (Koritenze), Kosese (Kosese), Krašnja (Kraxen), Lukovica (Lukowitz), Merečje (Meretsche), Parje (Parje), Peteline (Peteline), Podgora (Podgora), Podrečje (Podretsche), Postenje (Postejne), Prem (Prem), Prevoje (Prewoje), Rafolče (Rafoltsche), Rotežovo Berdo (Rothenschouberdu), Rova (Rowa), Šembije (Schembie), Šentožbald (St. Oswald), Smerje (Smerje), Spodnje Koseze (Unterkossess), Sveti Kribž (St. Crucis), Terpčane (Terptschane), Tominje (Tomigne), Topolc (Topolz), Trojane (Trojana), Verbovo (Verbou), Zagorje (Sagurie), Zarečica (Sartschitza), Zarečje (Saretschie), Žirovše (Sirousche) und Zlato Polje (Goldenfeld) zugewiesen. Zusammen mit den Gerichtsbezirken Neumarktl (Tržič) und Tein (Kamnik) bildete der Gerichtsbezirk Egg den Bezirk Stein.
Durch die Grenzbestimmungen des am 10. September 1919 abgeschlossenen Vertrages von Saint-Germain wurde der Gerichtsbezirk Stein zur Gänze dem Königreich Jugoslawien zugeschlagen.

## Gerichtssprengel
Der Gerichtssprengel Stein umfasste infolge der Zusammenfassung der Katastralgemeinden zu Gemeinden 1910 die 21 Gemeinden Dob (Aich), Blagovica (Glogowitz), Brezovica (Bresovitz), Češnjice (Kerstetten), Dol (Lustthal), Dolsko (Douschko), Drtija (Drittai), Ihan (Jauchen), Kertina (Kertina), Krašnja (Kraxen), Lukovica (Lukowitz), Moravče (Moräutsch), Peče (Petsch), Podrečje (Podretsche), Prevoje (Prewoje), Rafolče (Rafoltsche), Rova (Rowa), Spodnje Koseze (Unterkossess), Trojane (Trojana), Velika Vas (Großdorf), Zlato Polje (Goldenfeld).